# Untersotzbach
Untersotzbach ist ein Ortsteil der Gemeinde Birstein im hessischen Main-Kinzig-Kreis. Der Ort liegt im unteren Vogelsberg südöstlich von Birstein am Sotzbach. Durch den Ort verläuft die Landesstraße 3196.

## Geschichte

### Ortsgeschichte
Die älteste bekannte Erwähnung von Untersotzbach erfolgte im Jahr 1326 unter dem Namen „Sotsbach“. Eine weitere Erwähnungen folgte 1356 als „Sotzbach“. Eine Kirche wurde 1488 genannt.
Das Dorf kam 1816 nach dem Wiener Kongress vom Fürstentum Isenburg-Birstein zum Kurfürstentum Hessen und mit der preußischen Annexion Kurhessens 1866 an Preußen.
Im Jahre 1939 gehörte der Ort zum Landkreis Gelnhausen und hatte 347 Einwohner.
Im Zuge der Gebietsreform in Hessen wurde die bis dahin selbstständige Gemeinde Untersotzbach am 1. April 1972 auf freiwilliger Basis in die Gemeinde Birstein eingemeindet.
Für Untersotzbach, wie für alle eingegliederten ehemals eigenständigen Gemeinden von Birstein, wurde ein Ortsbezirk gebildet.

### Verwaltungsgeschichte im Überblick
Die folgende Liste zeigt die Staaten und Verwaltungseinheiten, denen Untersotzbach angehört(e):
- vor 1806: Heiliges Römisches Reich, Fürstentum Isenburg-Birstein, Gericht Reichenbach (oder Birstein)
- ab 1806: Fürstentum Isenburg (Rheinbund),[Anm. 2] Gericht Reichenbach oder Birstein
- ab 1813: Generalgouvernement Frankfurt,[Anm. 3] Gericht Reichenbach
- ab 1815: Kaisertum Österreich,[Anm. 4] Gericht Reichenbach
- ab 1816: Kurfürstentum Hessen,[Anm. 5] Amt Wenings, Gericht Reichenbach
- ab 1821: Kurfürstentum Hessen, Kreis Salmünster[Anm. 6]
- ab 1830: Kurfürstentum Hessen, Kreis Gelnhausen
- ab 1848: Kurfürstentum Hessen, Bezirk Hanau
- ab 1851: Kurfürstentum Hessen, Kreis Gelnhausen
- ab 1867: Königreich Preußen,[Anm. 7] Provinz Hessen-Nassau, Regierungsbezirk Kassel, Kreis Gelnhausen
- ab 1871: Deutsches Reich, Königreich Preußen, Provinz Hessen-Nassau, Regierungsbezirk Kassel, Kreis Gelnhausen
- ab 1918: Deutsches Reich,[Anm. 8] Freistaat Preußen, Provinz Hessen-Nassau, Regierungsbezirk Kassel, Kreis Gelnhausen
- ab 1944: Deutsches Reich, Freistaat Preußen, Provinz Kurhessen, Landkreis Gelnhausen
- ab 1945: Amerikanische Besatzungszone,[Anm. 9] Groß-Hessen, Regierungsbezirk Wiesbaden, Landkreis Gelnhausen
- ab 1946: Amerikanische Besatzungszone, Hessen, Regierungsbezirk Wiesbaden, Landkreis Gelnhausen
- ab 1949: Bundesrepublik Deutschland, Hessen, Regierungsbezirk Wiesbaden, Landkreis Gelnhausen
- ab 1968: Bundesrepublik Deutschland, Hessen, Regierungsbezirk Darmstadt, Landkreis Gelnhausen
- ab 1972: Bundesrepublik Deutschland, Land Hessen, Regierungsbezirk Darmstadt, Landkreis Gelnhausen, Gemeinde Birstein
- ab 1974: Bundesrepublik Deutschland, Land Hessen, Regierungsbezirk Darmstadt, Main-Kinzig-Kreis, Gemeinde Birstein

## Bevölkerung
Einwohnerstruktur 2011
Nach den Erhebungen des Zensus 2011 lebten am Stichtag dem 9. Mai 2011 in Untersotzbach 366 Einwohner. Darunter waren 12 (3,3 %) Ausländer. Nach dem Lebensalter waren 60 Einwohner unter 18 Jahren, 150 zwischen 18 und 49, 96 zwischen 50 und 64 und 63 Einwohner waren älter. Die Einwohner lebten in 144 Haushalten. Davon waren 33 Singlehaushalte, 42 Paare ohne Kinder und 54 Paare mit Kindern, sowie 9 Alleinerziehende und 3 Wohngemeinschaften. In 21 Haushalten lebten ausschließlich Senioren und in 99 Haushaltungen lebten keine Senioren.
Einwohnerentwicklung
- 1721: 34 Männer[1]
- 1770: 41 Haushaltungen[1]

| Untersotzbach: Einwohnerzahlen von 1834 bis 2023 | Untersotzbach: Einwohnerzahlen von 1834 bis 2023 | Untersotzbach: Einwohnerzahlen von 1834 bis 2023 | Untersotzbach: Einwohnerzahlen von 1834 bis 2023 | Untersotzbach: Einwohnerzahlen von 1834 bis 2023 |
| --- | ------------------------------------------------ | ------------------------------------------------ | ------------------------------------------------ | ------------------------------------------------ |
| Jahr |                                                  |                                                  |                                                  | Einwohner                                        |
| 1834 | 1834                                             |                                                  | 312                                              | 312                                              |
| 1840 | 1840                                             |                                                  | 324                                              | 324                                              |
| 1846 | 1846                                             |                                                  | 358                                              | 358                                              |
| 1852 | 1852                                             |                                                  | 349                                              | 349                                              |
| 1858 | 1858                                             |                                                  | 338                                              | 338                                              |
| 1864 | 1864                                             |                                                  | 340                                              | 340                                              |
| 1871 | 1871                                             |                                                  | 329                                              | 329                                              |
| 1875 | 1875                                             |                                                  | 327                                              | 327                                              |
| 1885 | 1885                                             |                                                  | 322                                              | 322                                              |
| 1895 | 1895                                             |                                                  | 304                                              | 304                                              |
| 1905 | 1905                                             |                                                  | 350                                              | 350                                              |
| 1910 | 1910                                             |                                                  | 352                                              | 352                                              |
| 1925 | 1925                                             |                                                  | 343                                              | 343                                              |
| 1939 | 1939                                             |                                                  | 347                                              | 347                                              |
| 1946 | 1946                                             |                                                  | 479                                              | 479                                              |
| 1950 | 1950                                             |                                                  | 514                                              | 514                                              |
| 1956 | 1956                                             |                                                  | 429                                              | 429                                              |
| 1961 | 1961                                             |                                                  | 398                                              | 398                                              |
| 1967 | 1967                                             |                                                  | 372                                              | 372                                              |
| 1970 | 1970                                             |                                                  | 369                                              | 369                                              |
| 1980 | 1980                                             |                                                  | ?                                                | ?                                                |
| 1990 | 1990                                             |                                                  | ?                                                | ?                                                |
| 2000 | 2000                                             |                                                  | ?                                                | ?                                                |
| 2011 | 2011                                             |                                                  | 366                                              | 366                                              |
| 2023 | 2023                                             |                                                  | 378                                              | 378                                              |
| Datenquelle: Historisches Gemeindeverzeichnis für Hessen: Die Bevölkerung der Gemeinden 1834 bis 1967. Wiesbaden: Hessisches Statistisches Landesamt, 1968. Weitere Quellen: ; Gemeinde Birstein:; Zensus 2011 |                                                  |                                                  |                                                  |                                                  |

 Historische Religionszugehörigkeit
| • 1885: | 300 evangelische (= 93,17 %), zwei katholische (= 0,63 %), 20 jüdische (= 6,21 %) Einwohner |
| • 1961: | 385 evangelische (= 96,73 %), 13 katholische (= 3,27 %) Einwohner                           |

## Politik
Für Untersotzbach besteht ein Ortsbezirk (Gebiete der ehemaligen Gemeinde Untersotzbach) mit Ortsbeirat und Ortsvorsteher nach der Hessischen Gemeindeordnung.
Der Ortsbeirat besteht aus fünf Mitgliedern. Bei den Kommunalwahlen in Hessen 2021 betrug die Wahlbeteiligung zum Ortsbeirat 72,0 %. Alle Kandidaten gehörten der „Bürgerlisteliste Untersotzbach“ an. Der Ortsbeirat wählte Philipp Löffler zum Ortsvorsteher.

## Kulturdenkmäler
Siehe: Liste der Kulturdenkmäler in Birstein-Untersotzbach

## Vereine
- Freiwillige Feuerwehr Untersotzbach
- Jagdgenossenschaft Untersotzbach
- Landfrauenverein Untersotzbach
- Schach-Club Sotzbach
- SKC Sotzbach
- Sotzbacher Sangesfreunde
- VdK Untersotzbach/Obersotzbach
- Sotzbacher Jungs und Mädels
- Förderverein 700 Jahre Sotzbach

## Persönlichkeiten
Söhne und Töchter der Gemeinde
- Christian Neureuther (1868–1921), Keramiker, in Untersotzbach geboren